# アクタス
株式会社アクタス（英: Actas Inc.）は、日本のアニメ制作会社。株式会社バンダイナムコフィルムワークスの完全子会社。杉並アニメ振興協議会会員。

## 歴史
竜の子プロダクション（後のタツノコプロ）出身のプロデューサーの加藤博と演出家の大庭寿太郎らが、葦プロダクションから独立して1998年に設立した。
設立当初は東京ムービー（後のトムス・エンタテインメント）のグロス請けが中心だったが、2000年に制作した『エクスドライバー』より元請制作を開始した。2009年、同社編集室が田熊編集室として独立。また加藤の急逝に伴い、丸山俊平が2代目社長、濵田健二が3代目社長となった。
かつては関連会社に「有限会社カラク」を保有しており、同社名義での制作も行っていたが2017年7月28日に合併し、カラクを解散することを官報に公告、8月31日付で合併した。
2017年9月1日付でバンダイビジュアル（後のバンダイナムコアーツ〈BNA〉→バンダイナムコミュージックライブ）が発行済み全株式を取得し、完全子会社とした。
2019年7月、本社を東京都杉並区桃井1丁目39番1号 キャロットビル2F（5F）から東京都三鷹市下連雀3丁目36番1号 トリコナ4Fへ移転。
2022年4月1日付で従来の親会社であったBNAの映像事業を吸収分割で移管し、サンライズから社名を変更したバンダイナムコフィルムワークス（BNFW）の完全子会社となる。
2025年2月17日、本社を親会社のBNFWが拠点とする東京都杉並区荻窪4丁目30番16号 藤澤ビル10F南へ移転。

## 制作上のトラブル
バンダイナムコグループ入りする前のアクタスは、以下の通り制作の遅延・放送延期関連のトラブルを度々起こしていた。
- 2002年 - 2003年放映の『真・女神転生Dチルドレン ライト&ダーク』では、制作上の都合やスポンサーの意向で、第27話から制作スタジオがスタジオコメットに変更された。
- 2005年放映の『銀盤カレイドスコープ』最終話では、監督の高松信司に署名を拒否され、演出に「アラン・スミシー」名義でクレジットした結果、原作者海原零から苦言を呈されるなどの問題が発生した[10]。
- 2007年放映の『もえたん』では、諸般の事情から第6話がテレビ放映されず、DVD4巻の収録のみとなり、代替として第5.5話（総集編）を放送した。
- 2012年放映の『ガールズ&パンツァー』では、第6話の放送が諸般の事情から[11]、第11話以降の放送が制作スケジュール上の問題から[12]、BD/DVD第2巻の発売が特典映像制作の遅れから[13]、それぞれ延期した。
- 2015年公開の『ガールズ&パンツァー 劇場版』では、当初は2014年中の劇場公開を予定していたが、2015年夏に延期が発表された後、さらに再延期され、同年11月21日に公開された[14]。
- 2016年放映の『レガリア The Three Sacred Stars』では、本来意図していたクオリティと相違があることを理由に、第4話で一度放送を打ち切り、制作体制およびスケジュールを仕切り直して2ヶ月遅れで再開し、改めて第1話から放送した[15][16]。『レガリア』の制作遅延は次クールの『ろんぐらいだぁす!』にも波及し、第3・第5話の放映、配信がそれぞれ延期となった[17][18]。同作は第11・第12話が予定の2016年内に放送できなくなり、2017年に時期をずらして放送した[19]。

## ロゴ

かつてのロゴ
2019年以降のロゴ
2019年以降のロゴ（会社名無し）

## 作品履歴

### テレビアニメ
| 開始年 | 放送期間         | タイトル                                          | 監督                          | シリーズ構成 | アニメーション プロデューサー | 原作             | 備考                                 |
| ------ | ---------------- | ------------------------------------------------- | ----------------------------- | ------------ | ----------------------------- | ---------------- | ------------------------------------ |
| 1999年 | 10月 - 2000年3月 | ごぞんじ!月光仮面くん                             | 竹内啓雄                      | 浦沢義雄     | 加藤博                        | 特撮             |                                      |
| 2002年 | 10月 - 2003年9月 | 真・女神転生Dチルドレン ライト&ダーク             | 小林哲也                      | 藤田伸三     | 加藤博                        | ゲーム           | 26話まで                             |
| 2003年 | 1月 - 12月       | 超ロボット生命体トランスフォーマー マイクロン伝説 | うえだひでひと                | もとひら了   | 山東学 南喜長                 | メディアミックス |                                      |
| 2003年 | 4月 - 2004年3月  | マーメイドメロディー ぴちぴちピッチ               | ふじもとよしたか              | 武上純希     | 南喜長 山東学 桜井涼介        | 漫画             | 共同制作：シナジージャパン           |
| 2003年 | 4月 - 2004年3月  | 冒険遊記プラスターワールド                        | 日巻裕二                      | 富田祐弘     | 山東学 木川田清一 南喜長      | オリジナル       | 共同制作：ブレインズ・ベース         |
| 2004年 | 1月 - 12月       | トランスフォーマー スーパーリンク                 | 佐藤豊 川越淳 佐野隆史        | 桶谷顕       | 南喜長 山東学                 | メディアミックス |                                      |
| 2004年 | 4月 - 12月       | マーメイドメロディー ぴちぴちピッチ ピュア        | ふじもとよしたか              | 武上純希     | 南喜長 山東学 桜井涼介        | 漫画             | 共同制作：シナジージャパン           |
| 2006年 | 1月 - 4月        | タクティカルロア                                  | ふじもとよしたか              | 兵頭一歩     | 山東学                        | オリジナル       |                                      |
| 2007年 | 4月 - 7月        | 鋼鉄神ジーグ                                      | 川越淳                        | 早川正       | 丸山俊平                      | オリジナル       |                                      |
| 2007年 | 7月 - 9月        | もえたん                                          | 川口敬一郎                    | 長谷見沙貴   | 丸山俊平                      | 学習参考書       |                                      |
| 2007年 | 11月 - 2008年5月 | ボノロン 〜不思議な森のいいつたえ〜               | 加藤友誠（総） うえだひでひと | N/A          | N/A                           | 絵本             |                                      |
| 2012年 | 10月 - 12月      | ガールズ&パンツァー                               | 水島努                        | 吉田玲子     | 丸山俊平                      | オリジナル       |                                      |
| 2013年 | 3月              | ガールズ&パンツァー                               | 水島努                        | 吉田玲子     | 丸山俊平                      | オリジナル       | 第11話・第12話                       |
| 2013年 | 1月 - 3月        | D.C.III 〜ダ・カーポIII〜                         | 石倉賢一                      | 石倉賢一     | 平山俊                        | ゲーム           | 風見学園公式動画部名義               |
| 2016年 | 7月              | レガリア The Three Sacred Stars                   | 登坂晋                        | 小柳啓伍     | 丸山俊平                      | オリジナル       | 第1話 - 第4話（中断）                |
| 2016年 | 9月 - 11月       | レガリア The Three Sacred Stars                   | 登坂晋                        | 小柳啓伍     | 丸山俊平                      | オリジナル       |                                      |
| 2016年 | 10月 - 12月      | ろんぐらいだぁす!                                 | 吉原達矢                      | 高橋ナツコ   | 丸山俊平                      | 漫画             |                                      |
| 2017年 | 2月              | ろんぐらいだぁす!                                 | 吉原達矢                      | 高橋ナツコ   | 丸山俊平                      | 漫画             | 第11話・第12話                       |
| 2017年 | 7月 - 9月        | プリンセス・プリンシパル                          | 橘正紀                        | 大河内一楼   | 丸山俊平                      | オリジナル       | 共同制作：Studio 3Hz                 |
| 2023年 | 7月 - 9月        | 英雄教室                                          | 川口敬一郎                    | ハヤシナオキ | 丸山俊平 吉本雅一 眞庭健蔵    | 小説             |                                      |
| 2024年 | 7月 - 9月        | 杖と剣のウィストリア                              | 吉原達矢                      | 吉原達矢     | 峯岸功 森永千絵子             | 漫画             | 共同制作：バンダイナムコピクチャーズ |

### 劇場アニメ
| 公開年 | タイトル                                     | 監督             | 脚本            | アニメーション プロデューサー | 原作           | 備考                |
| ------ | -------------------------------------------- | ---------------- | --------------- | ----------------------------- | -------------- | ------------------- |
| 2002年 | Nina&Rei Danger Zone                         | ワタナベシンイチ | 佐藤和浩        | 南喜長                        | オリジナル     |                     |
| 2002年 | エクスドライバー the Movie                   | 西森章           | 藤田伸三 望月武 | 南喜長                        | オリジナル     |                     |
| 2010年 | 劇場版 こわれかけのオルゴール                | 川口敬一郎       | 猪爪慎一        | N/A                           | 自主制作アニメ |                     |
| 2015年 | ガールズ&パンツァー 劇場版                   | 水島努           | 吉田玲子        | 丸山俊平                      | オリジナル     |                     |
| 2026年 | ガールズ&パンツァー もっとらぶらぶ作戦です！ | 下田正美         | 木村暢          | 未公表                        | 漫画           | 共同制作：P.A.WORKS |

### OVA
| 発売年  | タイトル                                          | 監督                  | アニメーション プロデューサー | 原作           | 備考                   |
| ------- | ------------------------------------------------- | --------------------- | ----------------------------- | -------------- | ---------------------- |
| 2000年  | エクスドライバー                                  | 川越淳                | N/A                           | オリジナル     |                        |
| 2004年  | テイルズ オブ ファンタジア THE ANIMATION          | 冨永タクオ 茂木信二郎 | 菅野雄二 吉本雅一             | ゲーム         | -2006年                |
| 2008年  | switch                                            | 大平直樹              | 丸山俊平                      | 漫画           |                        |
| 2008年  | THE IDOLM@STER LIVE FOR YOU!                      | 川口敬一郎            | 丸山俊平                      | ゲーム         |                        |
| 2010年  | 迷elleオトコノ娘                                  | 川口敬一郎            | 丸山俊平                      | オリジナル     |                        |
| 2010年  | マジンカイザーSKL                                 | 川越淳                | 丸山俊平                      | オリジナル     |                        |
| 2014年  | ガールズ&パンツァー これが本当のアンツィオ戦です! | 水島努                | 丸山俊平                      | オリジナル     |                        |
| 2015年  | サイボーグ009VSデビルマン                         | 川越淳                | 丸山俊平                      | クロスオーバー | 共同制作：ビーメディア |
| 2017年- | ガールズ&パンツァー 最終章                        | 水島努                | 丸山俊平                      | オリジナル     |                        |
| 2021年- | プリンセス・プリンシパル Crown Handler            | 橘正紀                | 丸山俊平                      | オリジナル     |                        |

### Webアニメ
| 配信年 | タイトル     | 監督       | シリーズ構成 または脚本 | アニメーション プロデューサー | 原作       |
| ------ | ------------ | ---------- | ----------------------- | ----------------------------- | ---------- |
| 2010年 | ゆとりちゃん | 川口敬一郎 | 浅川美也                | N/A                           | オリジナル |

### 制作協力
| 放送年 | タイトル                                    | 制作元請                                     | 備考                     |
| ------ | ------------------------------------------- | -------------------------------------------- | ------------------------ |
| 2000年 | とっとこハム太郎                            | 東京ムービー                                 | 各話制作協力             |
| 2000年 | 真・女神転生デビチル                        | 東京ムービー                                 | -2001年、制作協力        |
| 2003年 | 名探偵コナン                                | 東京ムービー                                 | 各話制作協力             |
| 2004年 | To Heart 〜Remember my Memories〜           | OLM、AIC A.S.T.A.                            | 各話制作協力             |
| 2005年 | 甲虫王者ムシキング 森の民の伝説             | トムス・エンタテインメント                   | 制作協力                 |
| 2005年 | MÄR-メルヘヴン-                             | SynergySP                                    | -2007年、各話制作協力    |
| 2007年 | ハヤテのごとく!                             | SynergySP                                    | -2008年、各話制作協力    |
| 2007年 | バンブーブレード                            | AIC A.S.T.A.                                 | 各話制作協力             |
| 2007年 | キミキス pure rouge                         | J.C.STAFF                                    | 各話制作協力             |
| 2008年 | レンタルマギカ                              | ゼクシズ                                     | 各話制作協力             |
| 2008年 | メジャー（第4シリーズ）                     | SynergySP                                    | 各話制作協力             |
| 2008年 | 絶対可憐チルドレン                          | SynergySP                                    | 各話制作協力             |
| 2008年 | To LOVEる -とらぶる-                        | XEBEC                                        | 各話制作協力             |
| 2008年 | マクロスF                                   | サテライト                                   | 各話制作協力             |
| 2008年 | あかね色に染まる坂                          | ティー・エヌ・ケー                           | 各話制作協力             |
| 2008年 | TYTANIA -タイタニア-                        | アートランド                                 | 各話制作協力             |
| 2008年 | 家庭教師ヒットマンREBORN!                   | アートランド                                 | 各話制作協力             |
| 2008年 | 伯爵と妖精                                  | アートランド                                 | 各話制作協力             |
| 2009年 | 極上!!めちゃモテ委員長                      | 小学館ミュージック&デジタル エンタテイメント | OP制作協力・各話制作協力 |
| 2009年 | 咲-Saki-                                    | ゴンゾ                                       | 各話制作協力             |
| 2009年 | アスラクライン                              | セブン・アークス                             | 各話制作協力             |
| 2009年 | アスラクライン2                             | セブン・アークス                             | 各話制作協力             |
| 2009年 | 黒神 The Animation                          | サンライズ                                   | 各話制作協力             |
| 2009年 | 真マジンガー 衝撃! Z編                      | BEE・MEDIA、Code                             | 各話アニメーション協力   |
| 2009年 | 鋼殻のレギオス                              | ゼクシズ                                     | 各話制作協力             |
| 2009年 | メタルファイト ベイブレード                 | タツノコプロ                                 | -2010年、各話制作協力    |
| 2009年 | そらのおとしもの                            | AIC A.S.T.A.                                 | 各話制作協力             |
| 2009年 | にゃんこい!                                 | AIC                                          | 各話制作協力             |
| 2009年 | テガミバチ                                  | studioぴえろ+                                | 各話制作協力             |
| 2010年 | メタルファイト ベイブレード 爆              | SynergySP                                    | -2011年、各話制作協力    |
| 2010年 | テガミバチ REVERSE                          | studioぴえろ+                                | 各話制作協力             |
| 2010年 | 一騎当千 XTREME XECUTOR                     | ティー・エヌ・ケー                           | 各話制作協力             |
| 2010年 | FORTUNE ARTERIAL 赤い約束                   | ZEXCS・feel.                                 | 各話制作協力             |
| 2010年 | 俺の妹がこんなに可愛いわけがない            | AIC Build                                    | 各話制作協力             |
| 2010年 | スーパーロボット大戦OG -ジ・インスペクター- | 旭プロダクション                             | 各話制作協力             |
| 2011年 | メタルファイト ベイブレード 4D              | SynergySP                                    | -2012年、各話制作協力    |
| 2011年 | Rio RainbowGate!                            | XEBEC                                        | 各話制作協力             |
| 2011年 | SKET DANCE                                  | タツノコプロ                                 | 各話制作協力             |
| 2011年 | まよチキ!                                   | feel.                                        | 各話制作協力             |
| 2012年 | メタルファイト ベイブレード ZEROG           | SynergySP                                    | 各話制作協力             |
| 2012年 | 妖狐×僕SS                                   | david production                             | 各話制作協力             |
| 2012年 | クイーンズブレイド リベリオン               | アームス                                     | 各話制作協力             |
| 2012年 | 獣旋バトル モンスーノ                       | ラークスエンタテインメント                   | 各話制作協力             |
| 2013年 | 惡の華                                      | ゼクシズ                                     | 各話制作協力             |
| 2013年 | メガネブ!                                   | スタジオディーン                             | 各話制作協力             |
| 2014年 | 鬼灯の冷徹                                  | WIT STUDIO                                   | 各話制作協力             |
| 2014年 | ウィザード・バリスターズ 弁魔士セシル       | アームス                                     | 各話制作協力             |
| 2015年 | 純潔のマリア                                | Production I.G                               | 各話制作協力             |
| 2018年 | ISLAND                                      | feel.                                        | 各話制作協力             |
| 2019年 | 荒野のコトブキ飛行隊                        | GEMBA                                        | 作画協力・動画           |
| 2019年 | ひとりぼっちの○○生活                        | C2C                                          | 各話制作協力             |
| 2021年 | ひぐらしのなく頃に卒                        | パッショーネ                                 | 第6話制作協力            |

| 公開年 | タイトル                                            | 制作元請           | 備考         |
| ------ | --------------------------------------------------- | ------------------ | ------------ |
| 2000年 | デジモンアドベンチャー ぼくらのウォーゲーム!        | 東映アニメーション | 制作協力     |
| 2000年 | 劇場版デジモンアドベンチャー02                      | 東映アニメーション | 制作協力     |
| 2010年 | 魔法少女リリカルなのは The MOVIE 1st                | セブン・アークス   | 制作協力     |
| 2011年 | トワノクオン                                        | ボンズ             | 各話制作協力 |
| 2011年 | 劇場版ハートの国のアリス 〜Wonderful Wonder World〜 | 旭プロダクション   | 制作協力     |
| 2017年 | メアリと魔女の花                                    | スタジオポノック   | 制作協力     |

| 発売年 | タイトル                       | 制作元請                    | 備考         |
| ------ | ------------------------------ | --------------------------- | ------------ |
| 2007年 | 真救世主伝説 北斗の拳 ユリア伝 | トムス・エンタテインメント  | 制作協力     |
| 2009年 | 異世界の聖機師物語             | AICスピリッツ、ビースタック | 各話制作協力 |
| 2012年 | 一発必中!! デバンダー          | タツノコプロ                | OP制作協力   |

Webアニメ
- NIGHT HEAD GENESIS（2006年、制作元請：ビー・メディア、制作協力）

### カラク制作作品
テレビアニメ
- おれたちイジワルケイ（2005年、監督：アミニョ・テツロ）
- 銀盤カレイドスコープ（2005年、監督：タカマツシンジ）

制作協力
- ときめきメモリアル Only Love（2006年、制作元請：AIC A.S.T.A.、各話制作協力）
- ひだまりスケッチ（2007年、制作元請：シャフト、各話制作協力）

### その他
- パチスロ貴族 銀（2001年、製作委員会の一員、アニメーション制作：A-Line）

## 関連人物

### アニメーター・演出家
- 石倉賢一
- 伊藤岳史
- 岩岡優子
- 大平直樹
- 小田嶋俊
- 川口敬一郎
- 菅野雄二
- 佐野英敏

- 立田眞一
- 登坂晋
- 中野英明
- 中屋了
- 奈須川充
- 西尾公伯
- 羽原久美子
- 比留間崇

- 牧内ももこ
- 町谷俊輔
- 山口飛鳥
- 山下将仁
- 山根宰
- 吉原達矢

### 制作
- 加藤博（創業者・初代代表取締役社長）
- 丸山俊平（二代目代表取締役社長）
- 濵田健二（三代目代表取締役社長）
- 吉本雅一（取締役）
- 湯川淳（取締役）
- 村田隆伸（取締役）

### バンダイナムコグループ
いずれもアクタスと同じくバンダイナムコグループ系のアニメ制作会社。特にSUNRISE BEYONDは共に葦プロダクション出身者が設立した点で共通していた。
- バンダイナムコフィルムワークス（サンライズ）
- バンダイナムコピクチャーズ
- SUNRISE BEYOND - 2024年解散[40]
- エイトビット

### 同社スタッフ・OBが独立・移籍した会社
- スタジオパストラル - 制作デスクを務めた菅野雄二が2004年に設立。
- 田熊編集室 - 編集の田熊純が独立し設立。